# Château d'Aviz
Le château d'Aviz est une fortification militaire médiévale situé dans la freguesia et la municipalité de Aviz (district de Portalegre, Portugal),.
Il est classé  Monument national depuis 1910.

## Historique
L'occupation humaine primitive de la région remonte à la Préhistoire, comme en témoigne la présence du complexe mégalithique de Herdade da Ordem de Avis.

### Le château médiéval
Lors de la Reconquête chrétienne de la péninsule Ibérique, les terres de l'actuelle Aviz furent données en 1211 par le roi Alphonse II (1211-1223) à la Milice des Frères d'Évora (fondée en 1175), à condition qu'ils les peuplent et construisent un château pour défendre le site. Les travaux de construction eurent lieu entre 1214 et 1223, sous les auspices de son premier Grand Maître, Dom Fernão Anes, et les frères y transférèrent le siège de leur Ordre, plus tard connu sous le nom d'Ordre Militaire de Saint-Benoît d'Aviz ou simplement Ordre d'Aviz. Le couvent d'origine fut érigé dans la première moitié du XIIIe siècle.
Ce serait à partir de l'accession au trône de Jean Ier, Maître d'Aviz, que le nom de la ville fut associé à l'Histoire du Portugal, l'Ordre d'Aviz devenant dépendant de la Couronne.

### DuXIXesiècleà nos jours
Lors de l'abolition des ordres religieux au Portugal (1834), l'Ordre d'Aviz possédait 18 villes, 49 commanderies et 128 prieurés. Dès lors, ce patrimoine fut dissous, les locaux du couvent principal d'Aviz étant vendus à des particuliers. À cette époque, la municipalité acquit la résidence des maîtres de l'Ordre et y installa l'hôtel de ville. Aucune information n'a été trouvée sur le sort du château durant cette période ; abandonné, il serait tombé en ruine.
Les vestiges du château sont classés Monument national par décret du 16 juin 1910. Des six tours originales des remparts de la ville, il n'en reste que trois : São Roque, Santo António et Rainha.

## Galerie

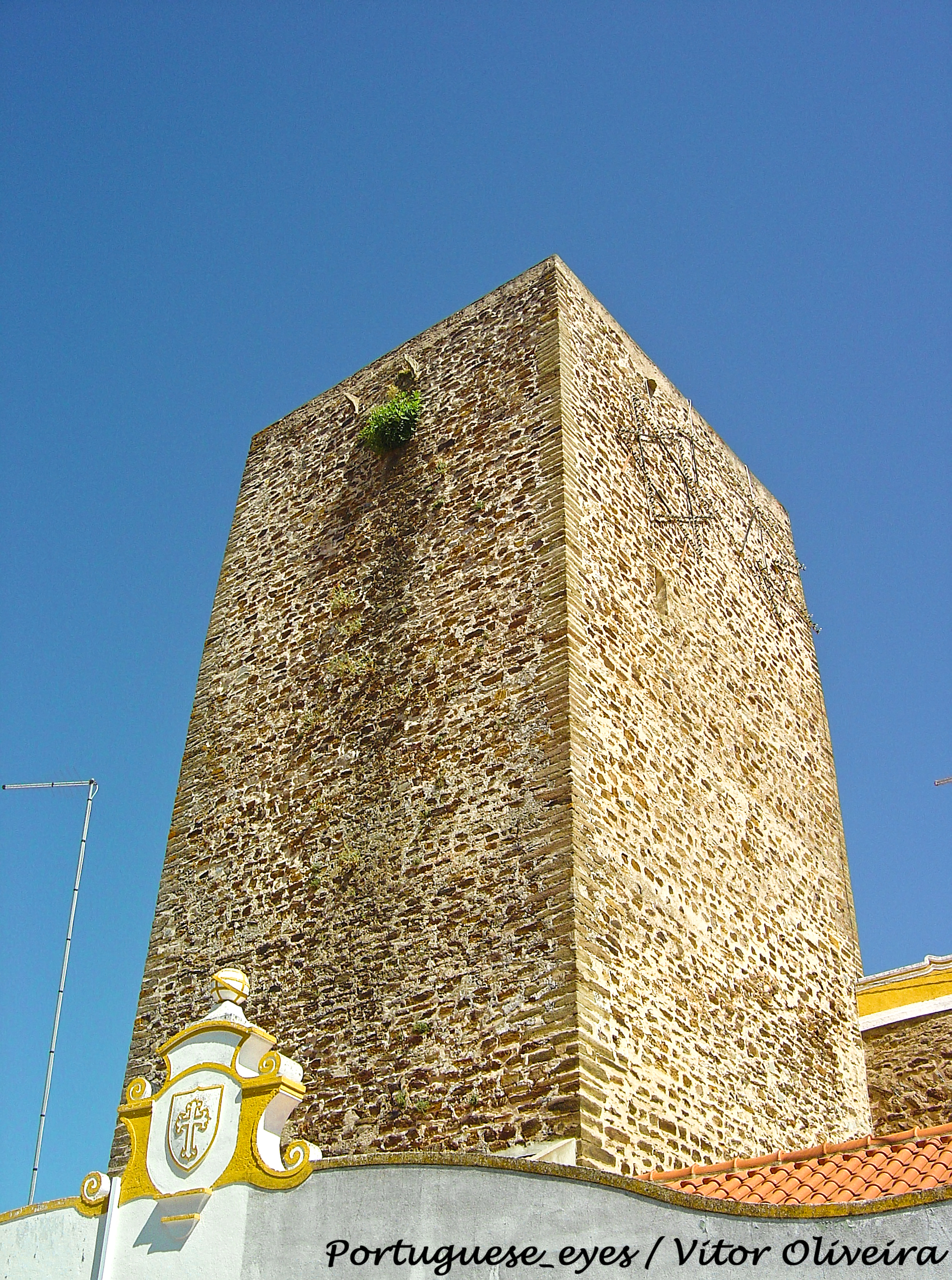
Tour de la Reine.
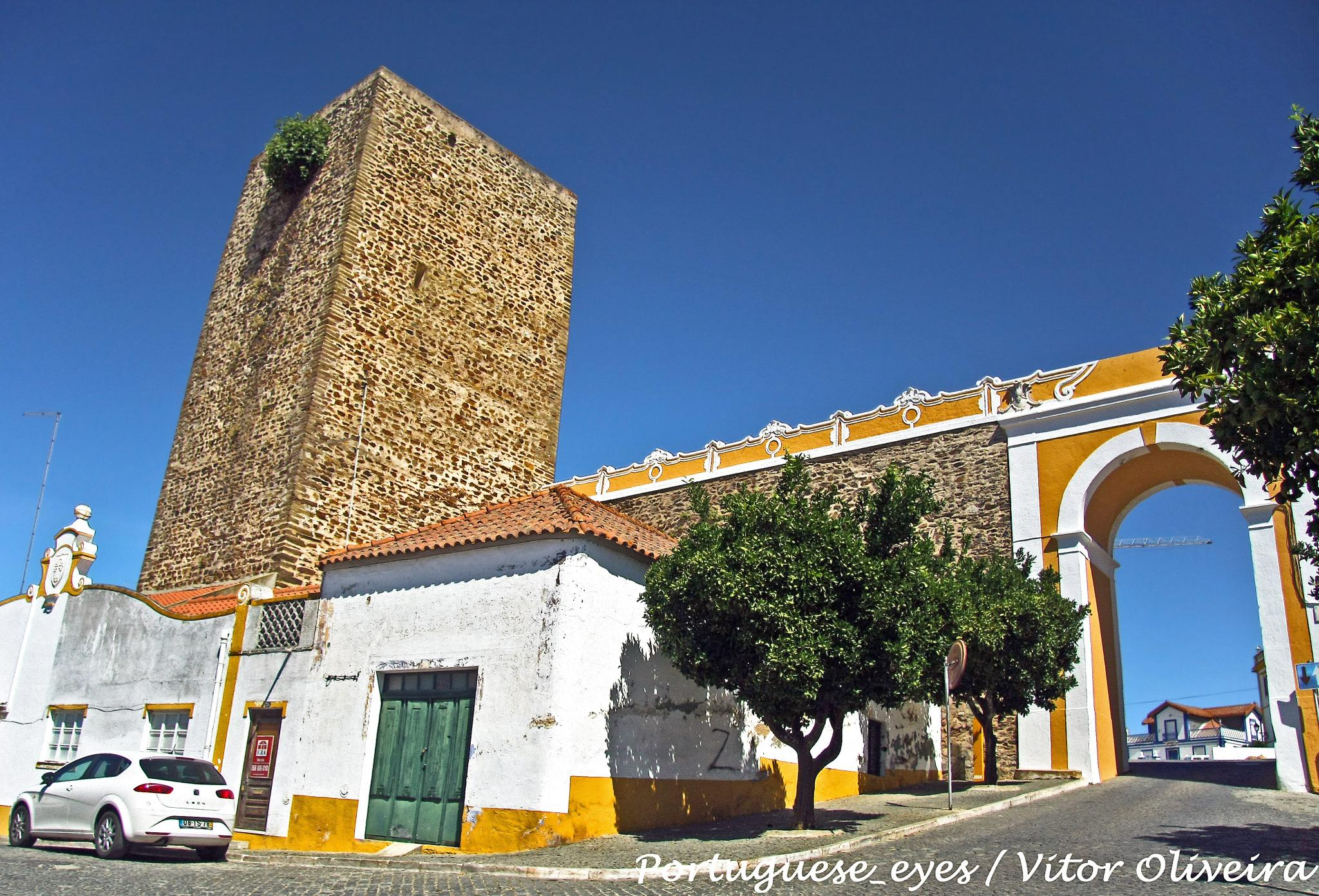
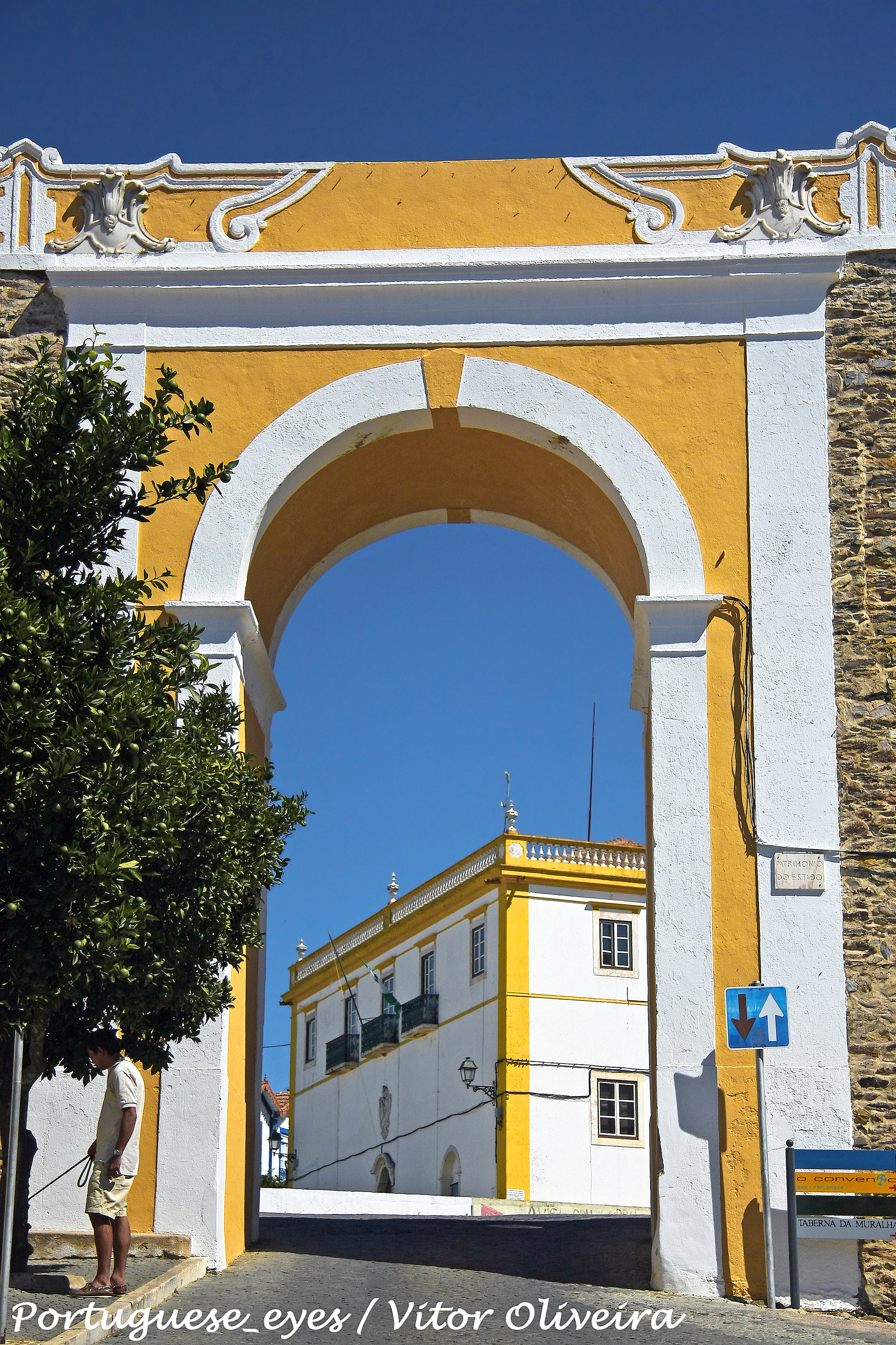